# Barrett M82
Barrett M82, i svenska försvarsmakten betecknad 12,7 mm automatgevär 90 (militärförkortning: ag 90) är ett amerikanskt luftkylt automatgevär i kaliber 12,7 mm (.50 kaliber eller 0,5 tum) som konstruerats av Barrett Firearms Manufacturing. Vapnet är kamrad för den mycket kraftfulla patronen 12,7 × 99 mm Browning, vilken främst är avsedd för tunga kulsprutor. I militära syften används vapnet huvudsakligen för anti-materiella syften såsom materielförstöring och ammunitionsröjning, men används vid behov även som prickskyttegevär.
Barrett M82 är en internationell framgång och Barrett Firearms Manufacturings storsäljare. Vapnet används militärt idag av mer än 30 länder.

## Varianter
Vapnet förekommer i flera varianter. Till exempel har det tidigare tillverkats en variant av geväret vid namn Barrett M82A2 där magasinet placerats bakom avtryckaren, en så kallad bullpupkonfiguration. Ytterligare en variant, M82A1A (I Sverige 12,7 mm ag 90C), är specialtillverkad för att kunna skjuta ammunitionen Raufoss Mk 211 Mod 0, en sprängbrandgranat med pansarbrytande kärna.

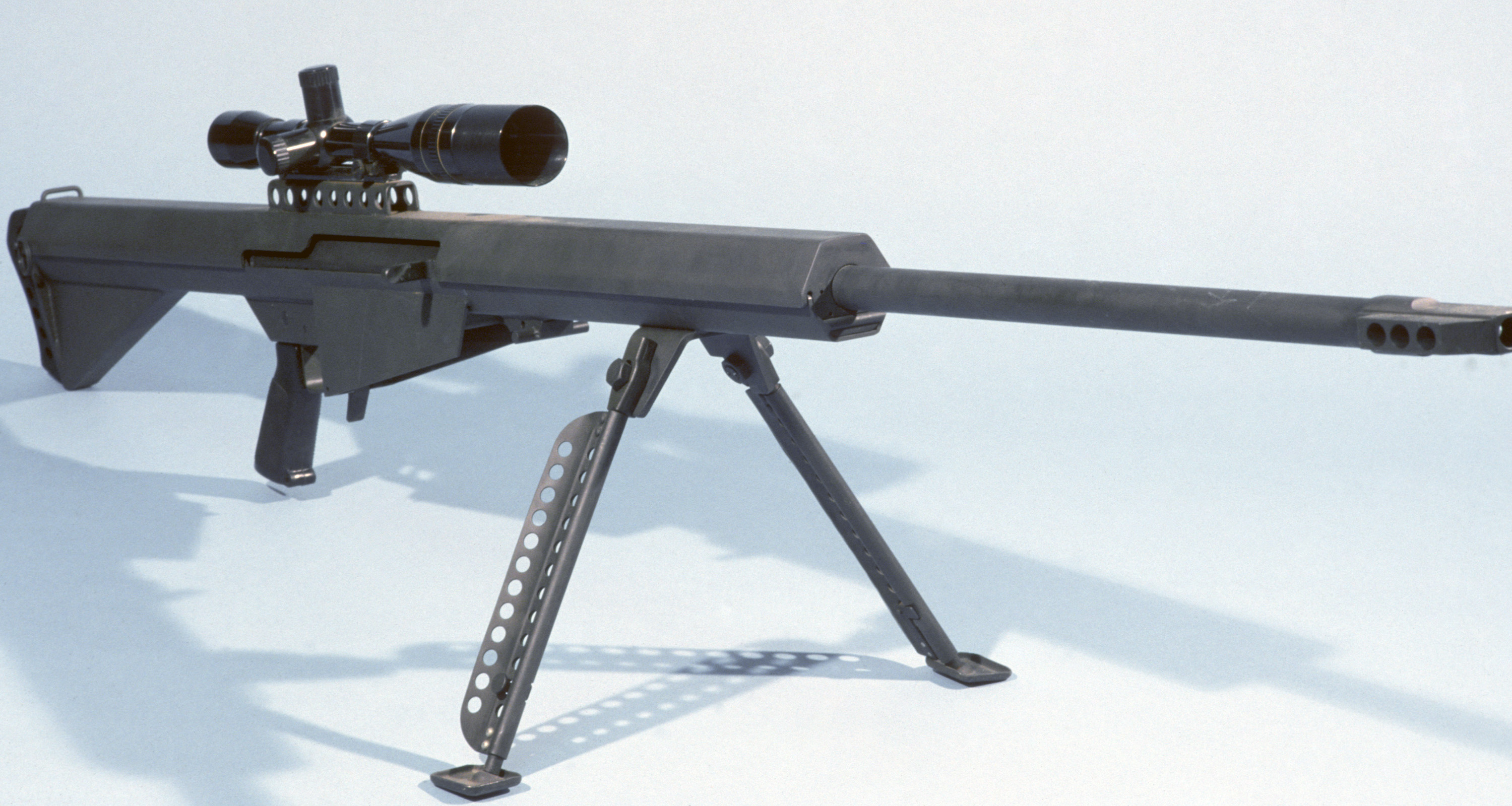
Barrett M82 i sin ursprungliga utformning.
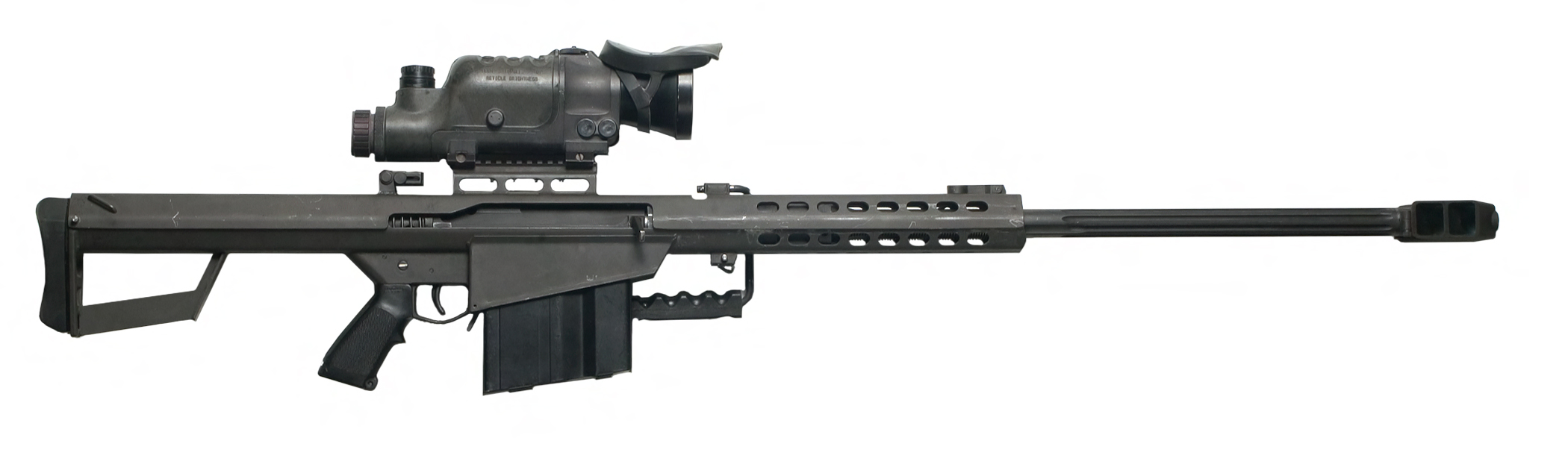
Barrett M82A1 med AN/PVS-10 dag/natt optik.
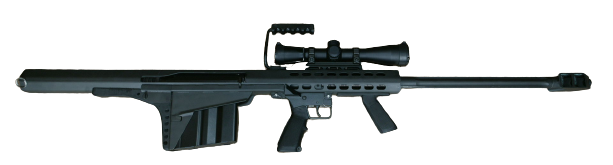
Barrett M82A2 med bullpupkonfiguration.

## Sverige

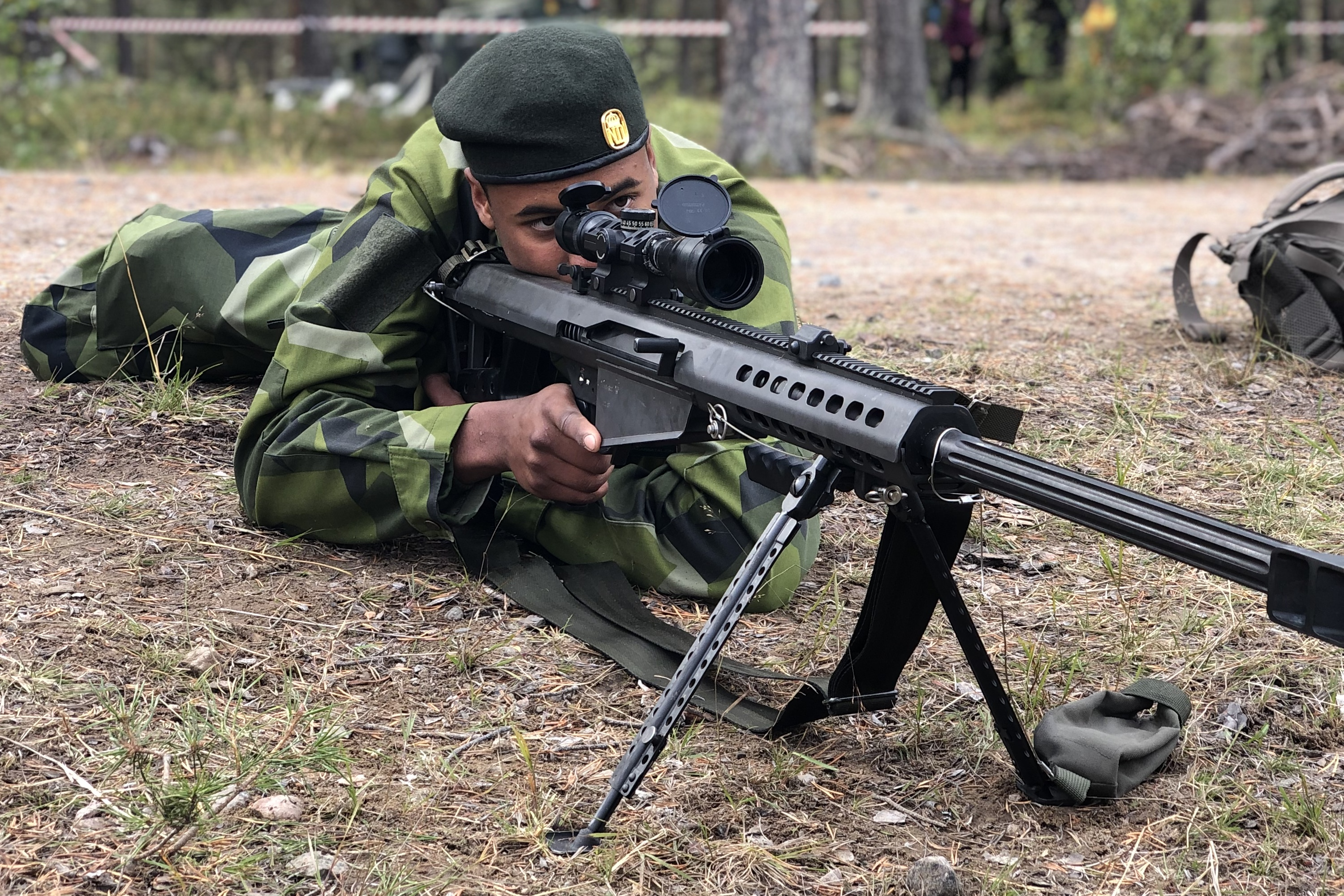
12,7 mm automatgevär 90C bemannad av en jägarsoldat.

I Försvarsmakten benämns vapnet 12,7 mm automatgevär 90 (m/90), förkortat 12,7 mm ag 90, och finns i tre versioner, 90A, 90B och 90C. 90A är ämnad främst för ammunitionsröjning, medan 90B används av jägarförband för framför allt materielförstöring på långa avstånd. 90C är främst en kvalitetsförbättring från tidigare versioner. Skillnaden är att 90B har en patron mindre i magasinet samt att den har något kortare pipa. Vapnet är konstruerat för att kunna bekämpa mål på avstånd ända upp till 2000 meter.

## Användare
- Bahrain[3]
- Belgien[3]
- Bhutan[3]
- Botswana[3]
- Brasilien[3]
- Chile[3]
- Danmark[3]
- Filippinerna[3]
- Finland[3]
- Frankrike[3]
- Förenade Arabemiraten[3]
- Georgien[4]
- Grekland[3]
- Indien: M107 används av Mumbai Police Force One Commandos.[5]
- Israel: Används av IDF Combat Engineering Corps.[6]
- Italien[3]
- Jordanien[3][7]
- Kuwait[3]
- Libanon[8]
- Litauen: Litauiska Försvarsmakten.[9]
- Malaysia: Används av Malaysian Special Operations Force.[10]
- Mexiko[3]
- Nederländerna[3]
- Norge[3]
- Oman[3]
- Polen: Används av specialstyrkan GROM.[11]
- Portugal[3]
- Qatar[3]
- Saudiarabien[3]
- Singapore[3]
- Spanien[3]
- Storbritannien[3]
- Sverige: Som 12,7 mm automatgevär 90.[3]
- Tjeckien[3][12]
- Turkiet[3]
- Tyskland: M107 används och betecknas G82 i den tyska armén.[13]
- Ukraina: bistånd från Sverige med anledning av Rysslands invasion av Ukraina.[14]
- USA[3]